# لی یونگ-دائه
لی یونگ-دائه (انگلیسی: Lee Yong-dae؛ زادهٔ ۱۱ سپتامبر ۱۹۸۸) بدمینتون‌باز اهل کره جنوبی است.
وی در مسابقات کشوری و بین‌المللی در مجموع برندهٔ ۲۰ مدال طلا، ۱۳ مدال نقره و ۱۲ مدال برنز شده‌است. 